# ボゴーニョ
ボゴーニョ（伊: Bogogno）は、イタリア共和国ピエモンテ州ノヴァーラ県にある、人口約1,300人の基礎自治体（コムーネ）。

## 地理

### 位置・広がり
| 隣接するコムーネは以下の通り。 - アグラーテ・コントゥルビア - ボルゴマネーロ - クレッサ - ガッティコ＝ヴェルーノ (ヴェルーノ) - スーノ |

## 行政

### 分離集落
ボゴーニョには、以下の分離集落（フラツィオーネ）がある。
- Arbora, Montecchio